# Creoleon cecconinus
Creoleon cecconinus är en insektsart som beskrevs av Navás 1932. Creoleon cecconinus ingår i släktet Creoleon och familjen myrlejonsländor. Inga underarter finns listade i Catalogue of Life.